# Борисовка (Одесская область)
Бори́совка (укр. Борисівка) — село на юге Украины, в Татарбунарском районе Одесской области. Было основано в 1822 году. Расположено на берегу озера Сасык (Кундук), в пяти километрах от города Татарбунары и в 25 км от железнодорожной станции Сарата. Центральная улица — улица Ленина.

## История
Село основано в 1828 году государственными крестьянами, которых царское правительство переселило из Обоянского уезда Курской губернии. Переселенцы были выходцами из села Никольская Пеня (23 семьи), города Богатого (11 семей), слободы Новоселовки (1 семья), поселений Вишня Пеня и Чертовой.
По данным 1916 года в Борисовке уже проживало 925 семей — все молдаване. Когда состоялось изменение этнического состава населения, точно не известно, но считается, что во время отхода части Бессарабии в состав Молдавского княжества (1856 год).
На территории Борисовки в 1946 году были сформированы два колхоза им. Хрущёва и «Новая жизнь», которые в 1949 году соединились в один колхоз «40 лет Октября», который в свою очередь вошел в состав колхоза им. Татарбунарского восстания.
В 1998 году после выхода из состава КСП «Татарбунарского восстания» было создано СООО «Борисовка». С 2002 года на территории села действуют СООО «Борисовка» и СПК «Борисовский».
На территории села было образовано четвёртое отделение многоотраслевого колхоза им. Татарбунарского восстания, за которым были закреплены 4,1 тыс. га сельскохозяйственных угодий, в том числе 3,3 тыс. га пахотной земли. Выращивали зерновые, технические и кормовые культуры; культивировались редкие сорта винограда.
В борисовской средней школе обучалось 442 ученика, которым преподавало 28 учителей, сегодня в школе учится 308 учеников и работает 27 учителей.
Работает дом культуры, сельская библиотека с книжным фондом 10,8 тыс. экземпляров, ФАП, детский садик. Работала грязелечебница, детский санаторий на 150 кроватей (16 медработников, в том числе 3 врача).
В период Великой Отечественной войны 288 жителей села сражались на фронтах, 161 человек погиб, 127 вернулось живыми. 61 был награждён орденами и медалями. В селе в 1987 году был установлен памятник погибшим односельчанам в годы ВОВ.
Функционирует церковь Святой Параскевы, частная пекарня, маслобойка, три магазина.